# Petit-suisse
Pour le personnage de bande dessinée, voir Petisuix.
 (juillet 2010).
Si vous disposez d'ouvrages ou d'articles de référence ou si vous connaissez des sites web de qualité traitant du thème abordé ici, merci de compléter l'article en donnant les références utiles à sa vérifiabilité et en les liant à la section « Notes et références ».
Le petit-suisse est un fromage français de Picardie, contrairement à ce que laisse croire son appellation. 
C'est un fromage blanc, non salé, de consistance onctueuse, à base de lait de vache enrichi de crème de lait de vache, d’une masse moyenne de 60 g, qui se présente enveloppé sous forme d’un cylindre de 5 cm de haut et 3 cm de diamètre. Sa teneur en lipides est voisine de 10 g pour 100 g de produit soit 40 à 60 % de matière grasse sur extrait sec.
Il peut se consommer en dessert, sucré, additionné de confiture, de miel, etc. ou salé, poivré avec des fines herbes. Il sert également à farcir les viandes (volaille) ou à les recouvrir (lapin), mélangé à de la moutarde pour leur éviter de se dessécher à la cuisson.

## Histoire
À l'origine du conditionnement en forme de cylindre, on trouve Étienne Pommel qui fabriquait dès 1828 à Gournay-en-Bray des fromages frais enrichis de crème, vendus dans une fine bande de papier paraffiné (papier Joseph favorisant l'évaporation de l'eau en excès) et placés par six ou douze dans de petites caissettes de bois.
Contrairement à ce que pourrait laisser penser son nom, l'origine du petit-suisse est picarde et non suisse. Bien que proche de la frontière de la région normande, c'est bel et bien en Picardie que le fromage a été inventé, dans la cave de la ferme de Madame Hérould, situé rue Barrat à Villers-sur-Auchy (Oise, Picardie) . En effet, dans les années 1850, un employé vacher de nationalité suisse de la ferme de Madame Hérould, suggéra d’ajouter de la crème au lait destiné à produire les bondons,,, reprenant en cela une recette déjà appliquée par Étienne Pommel. Pour satisfaire le nouveau marché des consommateurs urbains avides de fromages gras — notamment les Parisiens —, madame Hérould expédiait chaque jour ces petits fromages enrichis à un mandataire des Halles de Paris. Le fromage de la mère Hérould rencontra un vif succès : le suisse était né. 

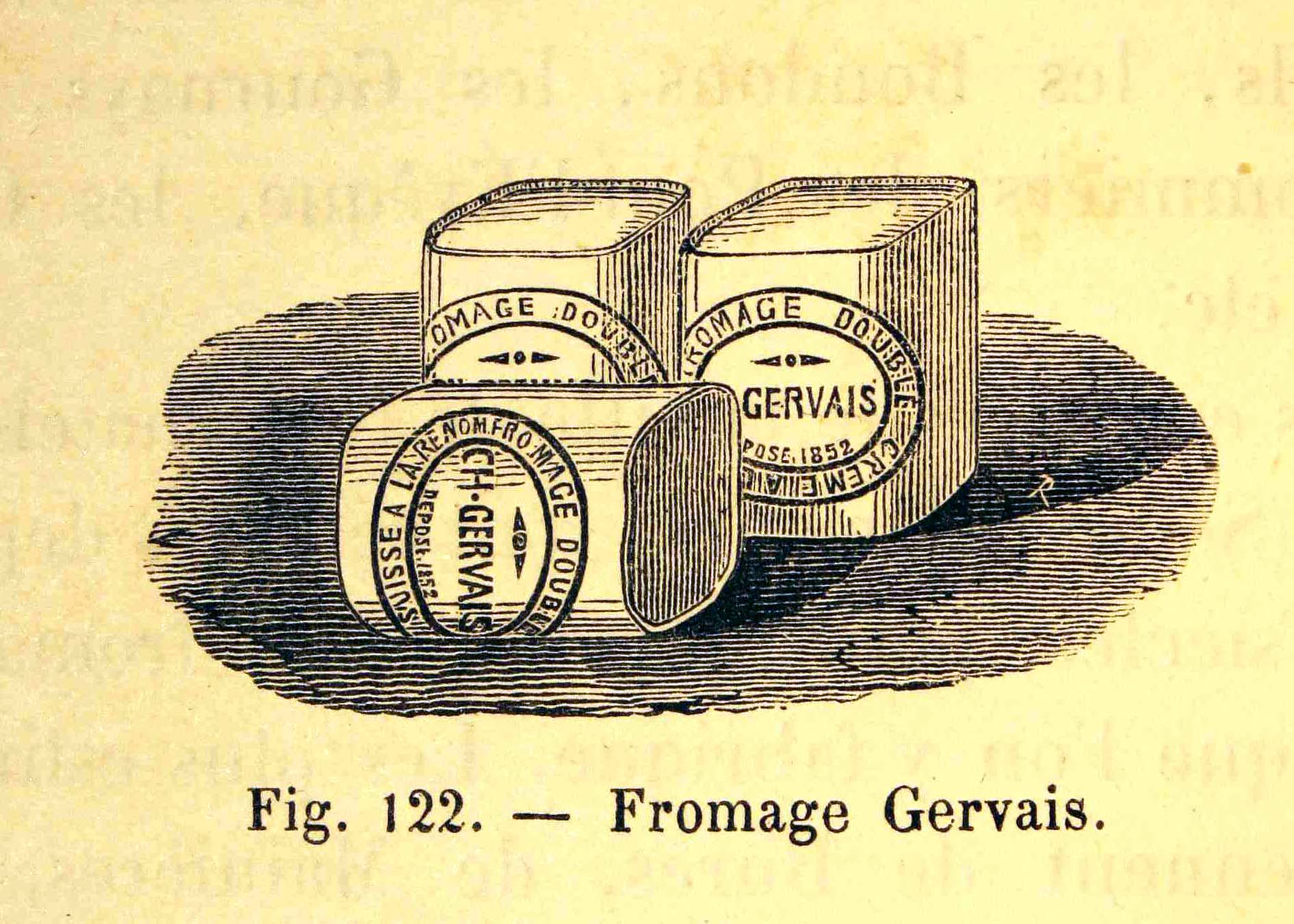
Les premiers petit-suisses de la marque Gervais.

Un commis du mandataire, nommé Charles Gervais, flaira la bonne affaire. Comme la production fermière ne suffisait plus à alimenter le marché de la capitale, il s'associa à Mme Héroult pour l’occasion et reprit une laiterie à son nom, en 1852, à Ferrières-en-Bray. Les premiers employés de la fromagerie Gervais furent tout d’abord des Suisses (réputés comme excellents fromagers), qu’il fit venir spécialement. En 1872, 340 000 petits suisses y sont produits. À la fin du XIXe siècle, la fromagerie devient une véritable usine, livrant des suisses dans un état de fraîcheur parfait grâce au développement des lignes de chemin de fer. Cependant, les petits-suisses lors du transport avaient tendance à se coller les uns aux autres. Charles Gervais utilisa alors le même conditionnement que son concurrent Pommel, qui ne le distribuait qu'en Normandie. Ils pesaient 60 g pièce et se nommaient simplement « suisses » ; aujourd’hui, ceux-ci sont appelés « doubles petits-suisses ».
Charles Gervais avait aussi compris l'importance des marques et de leur identification. Bientôt apparut l’étiquette « Fromages à la crème Ch. Gervais dits suisses », sur laquelle l'industriel revendiquait mensongèrement l'origine suisse de ses fromages, prétendant qu'« ils arrivaient directement par courrier de Vaud ». Il innova également en utilisant des emballages à usage unique, les pots individuels étant jugés plus hygiéniques. Il acheta la ferme Hérould en mariant son fils à la fille de la fermière et racheta la société de Pommel en 1938, faisant du petit-suisse une production industrielle.
Entre la fin des années 1970 et le début des années 1980, le petit-suisse fit fureur en France, en raison d'une large médiatisation et de campagnes de publicités. Cependant, l'intérêt retomba après 1985 et le petit-suisse se fit désormais plus discret.

## Fabrication

### Fin de la production fermière
Les petits-suisses fabriqués industriellement sont désormais emballés dans du plastique, mais il existe des laiteries qui les commercialisent dans des boîtes en carton.

### Fabrication industrielle
L’usine de Neufchâtel-en-Bray produit, à elle seule, plus de cinq milliards de petits suisses par année.
- Achat de lait de vaches aux éleveurs bovins.
- Mélange, pasteurisation et emprésurage des laits collectés.
- Ajout de crème de lait de vache pasteurisé dans le caillé obtenu.
- Lissage (broyage prolongé) et égouttage dans une centrifugeuse.

## Statut de l'indication géographique
En vertu d'une dérogation expresse dans le traité du 14 mai 1974 entre la Confédération suisse et la République française sur la protection des indications de provenance, des appellations d’origine et d’autres dénominations géographiques, l’utilisation en France de la dénomination « petit-suisse » pour des fromages fabriqués en France est autorisée. Elle demeure en revanche interdite en Suisse (point 6 du protocole au traité).
Dans le canton de Vaud, en Suisse, et plus précisément à Payerne, le petit-suisse est appelé heine.